# Citoyens engagés
Les Citoyens engagés (en catalan : Ciutadans Compromesos) sont un parti politique local andorran fondé en 2011 pour les élections communales à La Massana.

## Histoire
En 2011 le parti est créé. 
La première élection du parti est l'élection communale de La Massana. Il y obtient presque 50% des voix du scrutin, devant les 3 autres listes et obtient 9 des 12 conseillers. En 2015 le mouvement politique participe de nouveau au scrutin et obtient 11 des 12 conseillers.
En 2019, le parti politique décide de se présenter à des élections d'envergure nationale. Ils présentent leur candidature aux élections législatives du 7 avril 2019, et obtiennent deux sièges dans le parlement national andorran, Carles Naudi d´Areny et Raul Ferré Bonet. Ils font partie de la coalition de gouvernement dirigée par les Démocrates pour l'Andorre,.
Pour les élections communales de décembre 2019, le mouvement forme une coalition avec les Démocrates et les Libéraux et obtient la totalité des sièges de La Massana.

## Résultats électoraux

### Élections législatives
| Année | Tête de liste       | Voix  | %     | Sièges |
| ----- | ------------------- | ----- | ----- | ------ |
| 2019  | David Baró Riba     | 1136  | 6,68  | 2 / 28 |
| 2023  | Xavier Espot Zamora | 6 262 | 32,66 | 2 / 28 |

### Élections communales
| Année | Voix | %    | Sièges  |
| ----- | ---- | ---- | ------- |
| 2011  | 779  |      | 9 / 80  |
| 2015  | 1330 | 9,94 | 11 / 80 |
| 2019, | 912  |      | 12 / 80 |